# Окислительный стресс
Окислительный стресс (оксидативный стресс, от англ. oxidative stress) — процесс повреждения клетки в результате окисления. Окислительный стресс отражает дисбаланс между проявлениями активных форм кислорода (АФК) в организме и способностью биологической системы своевременно очищать себя от интермедиатов реакции и восстанавливать причиненный ущерб. Нарушение окислительно-восстановительного статуса клеток приводит к токсическим последствиям через производство пероксидов и свободных радикалов, которые повреждают все компоненты клеток, в том числе белки, липиды и ДНК. Окислительный стресс в ходе окислительного метаболизма наносит химические повреждения и приводит к разрыву нитей ДНК. Химические повреждения чаще бывают опосредованными и возникают по вине АФК, таких как O2− (супероксидный радикал), OH (гидроксильный радикал) и H2O2 (перекись водорода). Более того, некоторые активные формы кислорода выполняют в клетках функцию посредников редокс-сигналинга. Отсюда следует, что окислительный стресс может вывести из строя нормальные механизмы передачи сигнала в клетке.

## Введение
Все формы жизни сохраняют восстанавливающую среду внутри своих клеток. Клеточный «редокс-статус» поддерживается специализированными ферментами в результате постоянного притока энергии. Нарушение этого статуса вызывает повышенный уровень токсичных реактивных форм кислорода, таких как пероксиды и свободные радикалы. В результате действия реактивных форм кислорода такие важные компоненты клетки, как липиды и ДНК, окисляются.
У человека окислительный стресс является причиной или важной составляющей многих серьёзных заболеваний, таких как атеросклероз, гипертензия, болезнь Альцгеймера, диабет, бесплодие, а также является одной из составляющих синдрома хронической усталости и процесса старения. В некоторых случаях, однако, окислительный стресс используется организмом как защитный механизм. Иммунная система человека использует окислительный стресс для борьбы с патогенами, а некоторые реактивные формы кислорода могут служить посредниками в передаче сигнала.

## Химия и биология окислительного стресса
С химической точки зрения окислительный стресс представляет собой значительное увеличение клеточного редокс-потенциала или существенное снижение восстановительной способности клеточных редокс-пар, таких как окисленный/восстановленный глутатион. Эффект окислительного стресса зависит от силы его выраженности. Клетки могут вернуться в исходное состояние при небольших нарушениях. Однако более выраженный окислительный стресс вызывает клеточную смерть.
В человеческом организме наиболее распространены реакции Фентона и Габера-Вейса, генерирующие гидроксил-радикалы.
Наиболее опасная часть окислительного стресса — это образование реактивных форм кислорода (РФК), в которые входят свободные радикалы и пероксиды. Один из наименее реактивных РФК, супероксид, спонтанно или в присутствии переходных металлов превращается в более агрессивные (гидроксильный радикал и др.), что может вызвать повреждение многих клеточных компонентов — липидов, ДНК и белков (как результат их окисления). Большинство РФК постоянно образуются в клетке, но их уровень в норме настолько небольшой, что клетка либо инактивирует их с помощью антиоксидантной системы, либо заменяет повреждённые молекулы. Таким образом РФК, образующиеся в качестве побочных продуктов нормального клеточного метаболизма (в основном из-за небольшой утечки электронов в дыхательной цепи митохондрий, а также других реакций в цитоплазме), не вызывают повреждения клетки. Однако уровень РФК, превышающий защитные возможности клетки, вызывает серьёзные клеточные нарушения (например, истощение АТФ) и как результат разрушение клетки. В зависимости от силы стресса клетки могут погибнуть в результате апоптоза, когда внутреннее содержимое клетки успевает деградировать до нетоксичных продуктов распада, или в результате некроза, когда сила окислительного стресса слишком велика. При некрозе клеточная мембрана нарушается и содержимое клетки высвобождается в окружающую среду, что может в результате повредить окружающие клетки и ткани.

## Влияние электромагнитных полей и излучений[нейтральность?]
Различается два типа электромагнитного излучения: ионизирующее и неионизирующее. Неионизирующее излучение включает три частотных диапазона; статический (0 Гц), чрезвычайно низкий частотный диапазон (<300 Гц), промежуточный частотный диапазон (300 Гц — 10 МГц) и диапазон радиочастот, включая радиочастотные и микроволновые (от 10 МГц до 300 ГГц). Достаточно мощные низкочастотные электромагнитные поля могут привести к большему повреждению систем организма, так как эти частоты близки к физиологическому диапазону[неизвестный термин], и, следовательно, их перекрытие может искажать происходящие биологические процессы.
Электромагнитное поле усиливает генерацию активных форм кислорода и, таким образом, при достаточной[какой?] мощности оказывает разрушительное воздействие на различные клеточные органеллы, такие как митохондриальная ДНК сперматозоидов.
Воздейстие сильного ЭМИ на гемато-тестикулярный барьер может влиять на его проницаемость, что приводит к генерации антиспермальных антител (АСА), являющихся ключевым элементом мужской фертильности, АСА связаны с окислительным стрессом в сперматозоидах, который нарушает капацитацию, акросомную реакцию и вызывают фрагментацию ДНК.
В опытах на животных изучались ЭМП 50 и 60 Гц. Воздействие мощного[насколько?] ЭМП, подобно свету, непосредственно влияет на шишковидную железу, ухудшая биологический эффект мелатонина[прояснить]. Мелатонин регулирует ритмы гонадотропин-высвобождающих гормонов в гипоталамусе, влияя на фолликулостимулирующий гормон (ФСГ) и лютеинизирующий гормон (ЛГ), а также эффективно снижает окислительный стресс. Это может изменить производство половых гормонов, что приведет к изменениям в сперматогенезе и маскулинизации.
Радиационная травма живых клеток в значительной степени обусловлена образованием свободных радикалов. Наиболее часто поврежденной биомолекулой из-за ионизирующего излучения является ДНК. Воздействие ионизирующего излучения считается канцерогенным.

## Заболевания
Исследователи предполагают, что окислительный стресс играет ключевую роль в развитии нейродегенеративных заболеваний, в том числе болезни Лу Герига (БАС или болезнь моторных нейронов), болезни Паркинсона, Альцгеймера, Хантингтона, депрессии и рассеянного склероза. Также его последствия прослеживаются в нарушениях нервно-психического развития, таких как расстройства аутического спектра.  Косвенные доказательства, полученные в результате мониторинга таких биомаркеров, как активные формы кислорода, и производства активных форм азота (АФА) указывают на то, что окислительные повреждения участвуют в патогенезе этих заболеваний, тогда как кумулятивный окислительный стресс при нарушении митохондриального дыхания и поражении митохондрий связывают с развитием болезни Альцгеймера, Паркинсона и другими нейродегенеративными заболеваниями.
Считается, что окислительный стресс связан с некоторыми сердечно-сосудистыми заболеваниями, так как окисление ЛПНП в эндотелии сосудов выступает в качестве прекурсора формирования бляшек. Окислительный стресс участвует в ишемическом каскаде в связи с реперфузионным повреждением миокарда с последующей гипоксией. В этот каскад нарушений входят как инсульты, так и инфаркты. Кроме того, окислительный стресс содействует развитию синдрома хронической усталости (СХУ).  Также окислительный стресс способствует повреждению тканей в результате облучения, отравления кислородом и при диабете. При гематологических раковых заболеваниях, таких как лейкемия, влияние окислительного стресса может быть двунаправленным. Активные формы кислорода нарушают функцию иммунных клеток и позволяют лейкемическим клеткам уклоняться от распознавания иммунной системой. С другой стороны, высокий уровень окислительного стресса избирательно оказывает токсическое действие на раковые клетки.
Окислительный стресс, вероятно, участвует в возрастном развитии онкологических заболеваний. Активные формы кислорода, которые появляются в результате окислительного стресса, напрямую повреждают ДНК, а значит являются мутагенами. Помимо этого, они подавляют апоптоз и способствуют пролиферации, инвазии и метастазированию. Инфекционная бактерия Helicobacter pylori, которая усиливает производство активных форм кислорода и азота в желудке, также принимает деятельное участие в развитии рака желудка.

## Антиоксидантные биологически активные добавки
О применении антиоксидантов для профилактики некоторых заболеваний нет устоявшегося мнения.  В группе высокого риска, например у курильщиков, высокие дозы бета-каротина провоцировали развитие рака легких, так как большие дозы бета-каротина вкупе с высоким парциальным давлением кислорода, вызванным курением, оказывают прооксидантный эффект, а антиоксидантный эффект только при низком давлении кислорода. В группах с меньшим риском заболеваемости витамин Е снижал риск развития болезни сердечно-сосудистой системы. Хотя богатые витамином Е продукты питания защищают от ишемической болезни сердца мужчин и женщин от среднего до пожилого возраста, биологически активные добавки приводят к повышению смертности, сердечной недостаточности и геморрагическому инсульту. Американская кардиологическая ассоциация рекомендует употреблять продукты с витаминами-антиоксидантами и другими полезными нутриентами, но предостерегает от биологически активных добавок с витамином Е из-за риска развития болезней сердца и сосудов. Применение витамина Е при других заболеваниях, таких как болезнь Альцгеймера, тоже приводит к неоднозначным результатам. Так как пищевые источники содержат большое разнообразие одновременно каротиноидов, токоферолов и токотриенолов группы Е, то результаты эпидемиологических исследований употребления цельных продуктов, проведенные постфактум, отличаются от искусственных экспериментов с отдельными веществами. Разработанный компанией AstraZeneca препарат NXY-059 для устранения свободных радикалов демонстрирует эффективность при лечении инсульта.
Окислительный стресс (согласно свободнорадикальной теории старения Денхама Хармана) способствует процессу старения организма. Хотя в поддержку этой идеи существуют убедительные доказательства, полученные у модельных организмов Drosophila melanogaster (дрозофила фруктовая) и Caenorhabditis elegans (почвенная нематода), последние открытия из лаборатории Михаэля Ристова показывают, что окислительный стресс увеличивает продолжительность жизни Caenorhabditis elegans за счет индукции вторичной реакции на изначально повышенную концентрацию активных форм кислорода. С млекопитающими ситуация оказалась еще запутаннее. Результаты последних эпидемиологических исследований поддерживают процесс митогормезиса, однако метаанализ исследований с малым риском необъективности (рандомизированные, слепые, с последующим наблюдением) 2007 года показал, что некоторые популярные биологически активные добавки-антиоксиданты (витамин А, бета-каротин и витамин Е) повышают риск смертности (хотя исследования с низким уровнем объективности говорят обратное).
В Министерстве сельского хозяйства США (USDA) удалили таблицу емкости поглощения свободных радикалов (индекс ORAC) в Списке избранных продуктов питания 2 (2010), так как не смогли найти убедительных доказательств в пользу того, что концентрация антиоксидантов в продуктах равноценна последующему антиоксидантному воздействию на организм.

## Металлы-катализаторы
Металлы, такие как железо, медь, хром, ванадий и кобальт, участвуют в окислительно-восстановительном цикле, при котором один электрон может быть принят или отдан металлом. Это действие катализирует образование свободных радикалов и АФК. Присутствие таких металлов в биологических системах в неосложненной форме (не в белковом или другом защитном комплексе металлов) может значительно повысить уровень окислительного стресса. Считается, что эти металлы индуцируют реакцию Фентона и Хабера-Вайса, в которой гидроксильный радикал образуется из перекиси водорода. Затем гидроксильный радикал модифицирует аминокислоты. Например, мета-тирозин и орто-тирозин образуются при гидроксилировании фенилаланина. К другим реакциям относятся перекисное окисление липидов и окисление нуклеиновых оснований. Катализируемые металлами окисления также вызывают необратимые модификации R (Arg), K (Lys), P (Pro) и T (The). Чрезмерное окислительное повреждение приводит к деградации или агрегации белка.
Реакция переходных металлов с белками, окисленными АФК или АФА, может дать реакционноспособные производные, которые накапливаются и способствуют старению и развитию заболеваний. Например, у пациентов с болезнью Альцгеймера пероксидированные липиды и белки аккумулируются в лизосомах клеток мозга.

## Редокс-катализаторы неметаллы
Наряду с катализаторами-металлами редокс-превращений, некоторые органические вещества тоже способны производить активные формы кислорода. К наиболее важным компонентам этого класса относятся хиноны. Хиноны могут вступать в окислительно-восстановительные процессы с родственными семихинонами и гидрохинонами, в некоторых случаях катализируя производство супероксида из молекулярного кислорода или перекиси водорода из супероксида.

## Иммунная защита
Иммунная система пользуется поражающим действием окислителей, превращая выработку окисляющих веществ в ключевой элемент механизма уничтожения патогенов. Так активированные фагоциты продуцируют АФК и активные формы азота. К ним относятся супероксид (•O−2), оксид азота (•NO) и особенно реакционноспособное производное пероксинитрит (ONOO-). Хотя использование этих высокоактивных веществ в цитотоксической активности фагоцитов вызывает повреждение тканей хозяина, неспецифичность воздействия этих окислителей выступает в качестве преимущества, поскольку они повреждают почти все части клетки-мишени, что не дает патогену уклониться от этой части иммунного ответа путем мутации одномолекулярной мишени.

## Мужское бесплодие
Фрагментация ДНК сперматозоидов – важный этиологический фактор мужского бесплодия, так как у мужчин с высоким уровнем фрагментации ДНК существенно снижаются шансы на зачатие. Окислительный стресс – это основная причина фрагментации ДНК сперматозоидов. Высокий уровень маркера 8-OHdG, указывающего на окислительные повреждения ДНК, связывают с аномалиями сперматозоидов и мужским бесплодием.

## Старение
Крысы-модели для исследования механизмов преждевременного старения в условиях окислительного стресса получили большие повреждения ДНК в новой коре и гиппокампе, чем контрольные крысы при нормальном процессе старения. Многочисленные исследования подтверждают, что концентрация продукта окислительного стресса – маркера 8-OHdG – повышается с возрастом в ДНК мозга и мышц у мышей, крыс, песчанок и людей. Дополнительная информация о связи окислительного повреждения ДНК со старением представлена в статье, посвященной мутационной теории старения. Однако недавно ученые выяснили, что фторхиноловый антибиотик Эноксацин ослабляет признаки старения и увеличивает продолжительность жизни у нематод C. elegans за счет индукции окислительного стресса.

## Происхождение эукариот
Кислородная катастрофа, начавшаяся с биологически обусловенного появления кислорода в атмосфере Земли, произошла приблизительно 2,45 миллиарда лет назад. Судя по всему, повышенная концентрация кислорода из-за фотосинтеза цианобактерий в древних микросредах оказала сильное токсическое воздействие на окружающую биоту. В этих условиях селективное давление окислительного стресса запустило эволюционную трансформацию линии архей в первых эукариот. Вероятно окислительный стресс возник в совокупности с другими экологическими стрессами (такими как ультрафиолетовое излучение и/или усыхание), что стимулировало естественный отбор. Избирательное давление для эффективной репарации окислительных повреждений ДНК предположительно способствовало эволюции типов спаривания эукариот, что привело к возникновению таких особенностей, как слияние клеток, опосредованные цитоскелетом движения хромосом и появление ядерной мембраны. Таким образом, эволюция мейотического спаривания и эукариогенез были неотделимы от процессов, которые развивались с целью облегчения репарации окислительных повреждений ДНК.

## Коронавирусная инфекция (COVID-19) и травмы сосудов и сердца
Возникло предположение, что окислительный стресс может играть решающую роль в определении кардиальных осложнений при COVID-19.